# Meridià 165 a l'oest
El meridià 165 a l'oest de Greenwich és una línia de longitud que s'estén des del pol Nord travessant l'oceà Àrtic, Amèrica del Nord, l'oceà Pacífic, Oceania, l'oceà Antàrtic, i l'Antàrtida fins al pol Sud.
El meridià 165 a l'oest forma un cercle màxim amb el meridià 15 a l'est. Com tots els altres meridians, la seva longitud correspon a una semicircumferència terrestre, uns 20.003,932 km. Al nivell de l'Equador, és a una distància del meridià de Greenwich de 18.368 km.

## De Pol a Pol
Començant en el pol Nord i dirigint-se cap al pol Sud, aquest meridià travessa:
| Coordenades                               | País, territori o mar | Notes                                                                                                |
| ----------------------------------------- | --------------------- | --- |
| 90° 0′ N, 165° 0′ O / 90.000°N,165.000°O  | Oceà Àrtic            | |
| 71° 46′ N, 165° 0′ O / 71.767°N,165.000°O | Mar dels Txuktxis     | |
| 68° 53′ N, 165° 0′ O / 68.883°N,165.000°O | Estats Units          | Alaska                                                                                               |
| 67° 54′ N, 165° 0′ O / 67.900°N,165.000°O | Mar dels Txuktxis     | Badia de Kotzebue                                                                                    |
| 66° 30′ N, 165° 0′ O / 66.500°N,165.000°O | Estats Units          | Alaska — Península de Seward                                                                         |
| 64° 36′ N, 165° 0′ O / 64.600°N,165.000°O | Mar de Bering         | Norton Sound                                                                                         |
| 62° 32′ N, 165° 0′ O / 62.533°N,165.000°O | Estats Units          | Alaska — Delta del Yukon–Kuskokwim                                                                   |
| 59° 49′ N, 165° 0′ O / 59.817°N,165.000°O | Mar de Bering         | Passa a l'oest de l'illa Unimak, Alaska, Estats Units (a 54° 34′ N, 164° 56′ O / 54.567°N,164.933°O) |
| 54° 8′ N, 165° 0′ O / 54.133°N,165.000°O  | Estats Units          | Alaska — illa Tigalda                                                                                |
| 54° 4′ N, 165° 0′ O / 54.067°N,165.000°O  | Oceà Pacífic          | |
| 60° 0′ S, 165° 0′ O / 60.000°S,165.000°O  | Oceà Antàrtic         | |
| 78° 33′ S, 165° 0′ O / 78.550°S,165.000°O | Antàrtida             | Dependència de Ross, reclamat per Nova Zelanda                                                       |